# Stift Altenburg

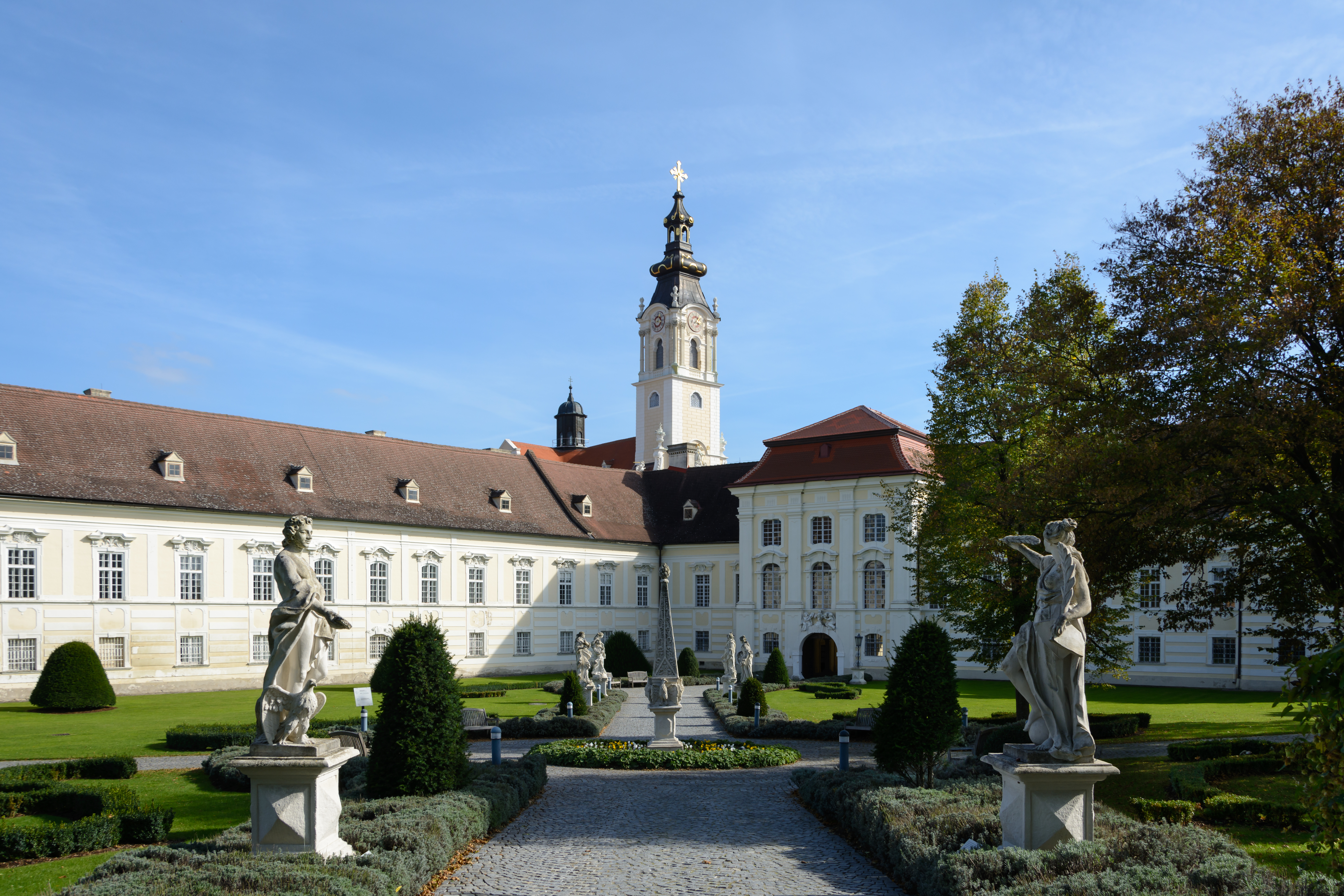
Hauptzugang des Stiftes Altenburg

Das Stift Altenburg ist eine Benediktinerabtei im Ort Altenburg in der Gemeinde Altenburg bei Horn in Niederösterreich. Hauptpatron des Klosters ist der hl. Lambert. Die Gesamtanlage steht unter Denkmalschutz.

## Geschichte

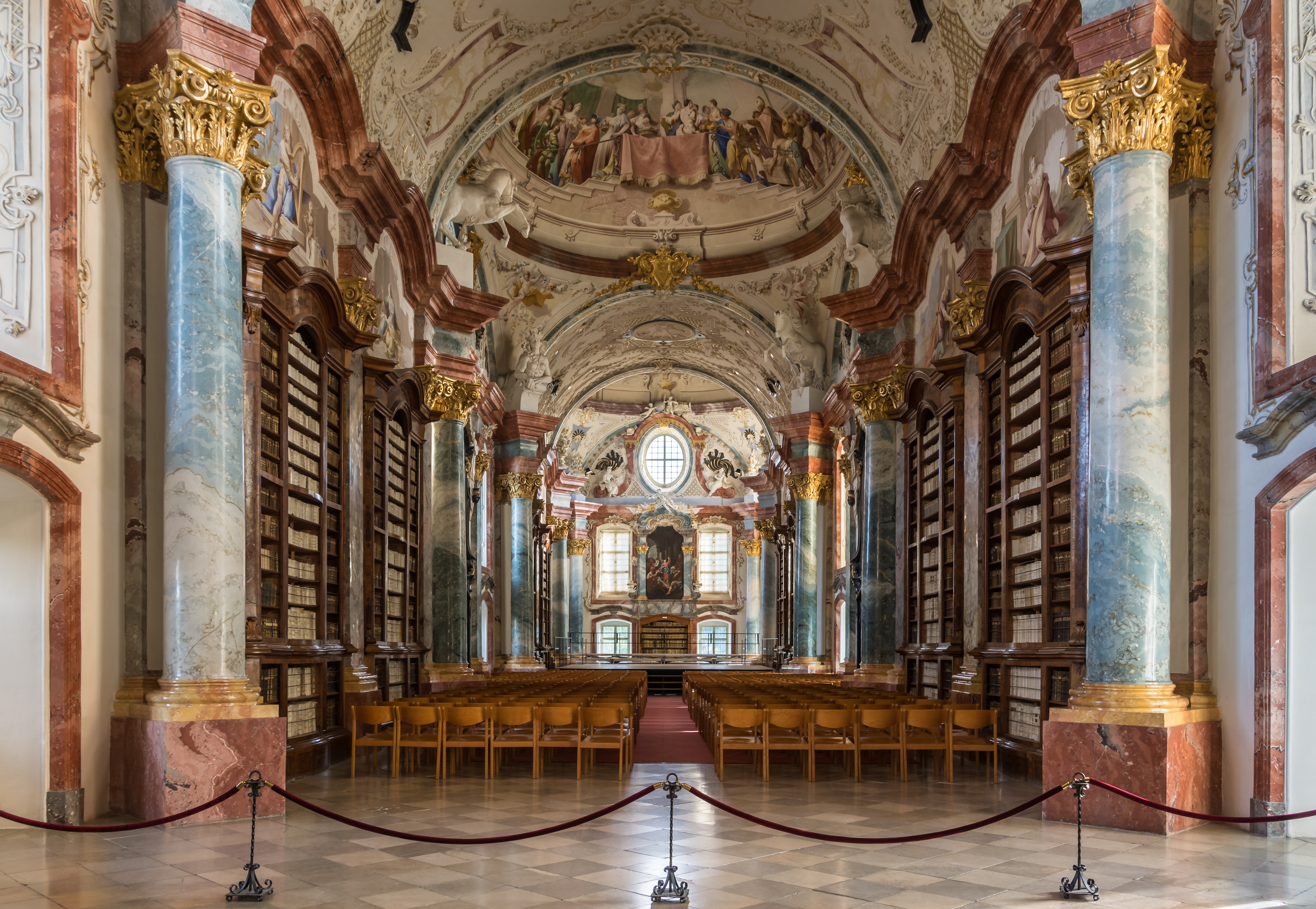
Bibliothek Stift Altenburg

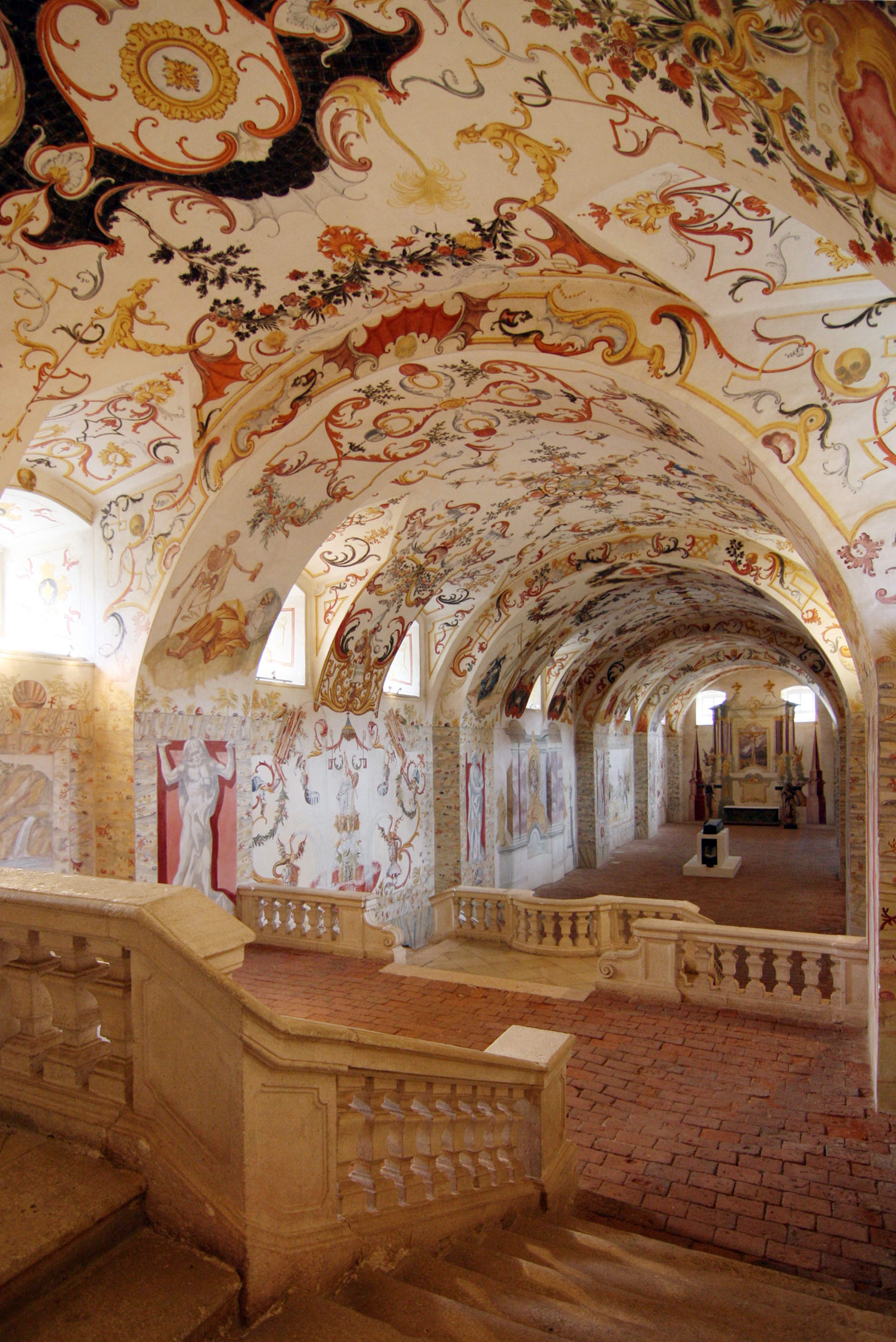
Krypta von Stift Altenburg

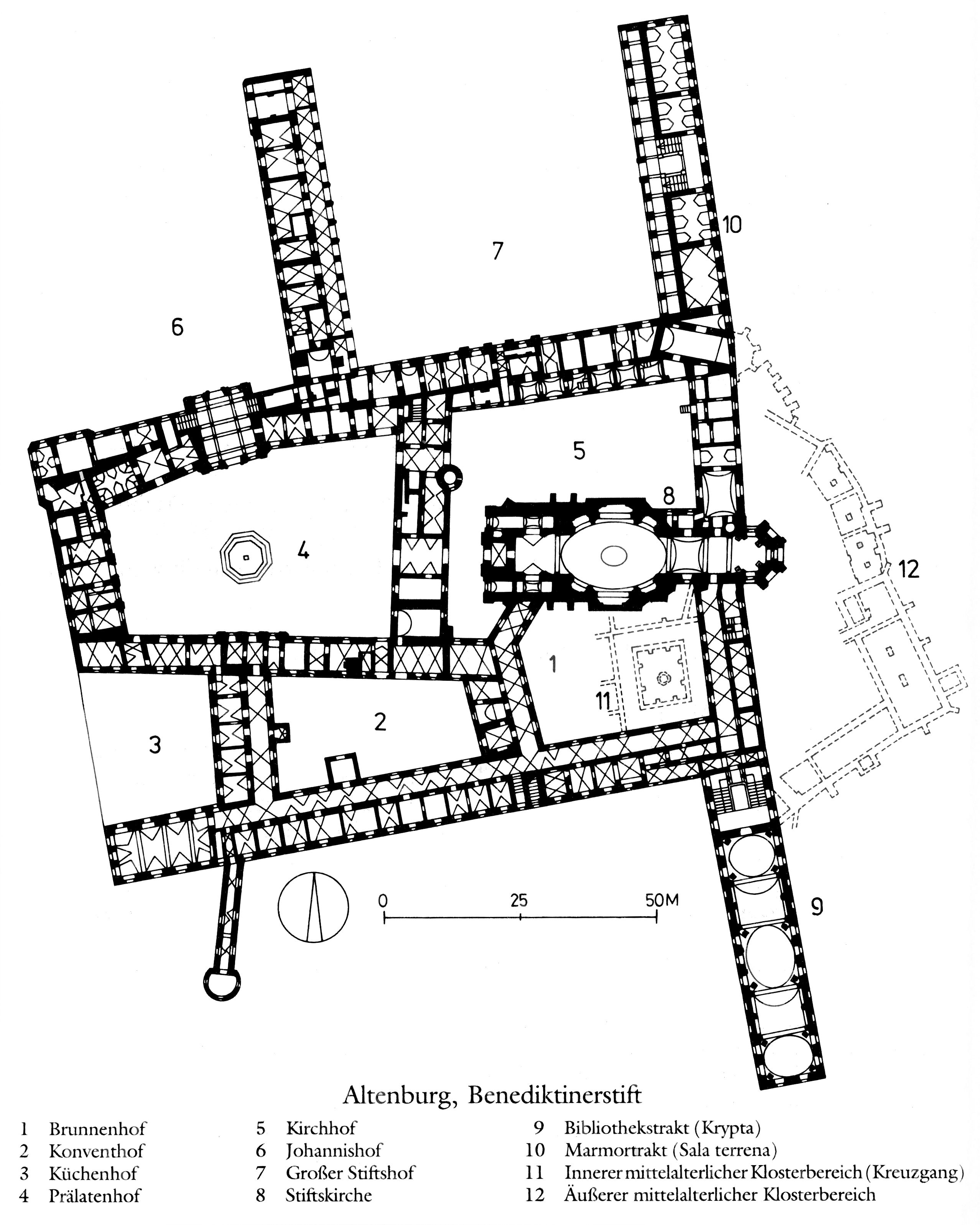
Grundriss der Gesamtanlage

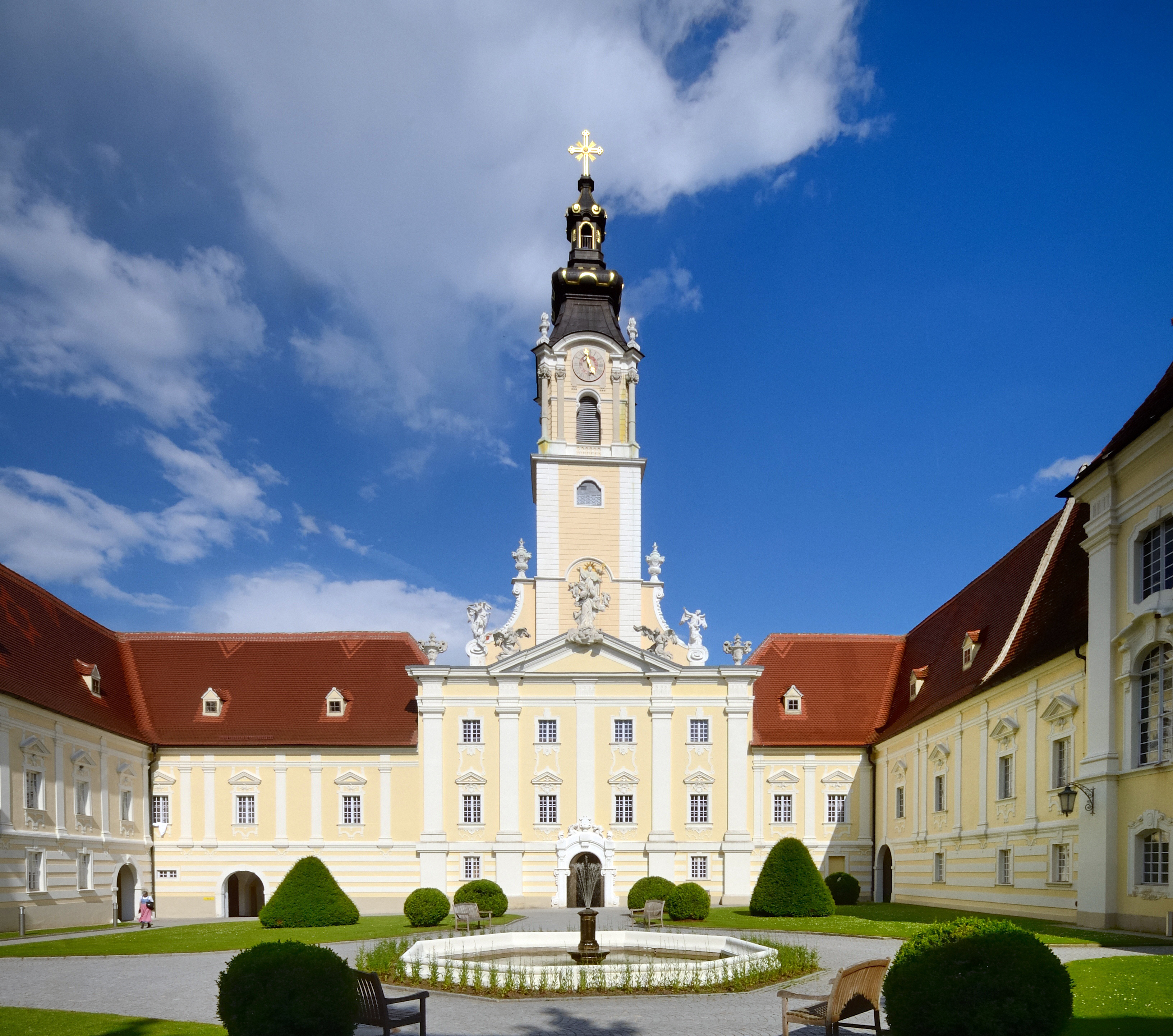
Innenhof mit Turm der Stiftskirche

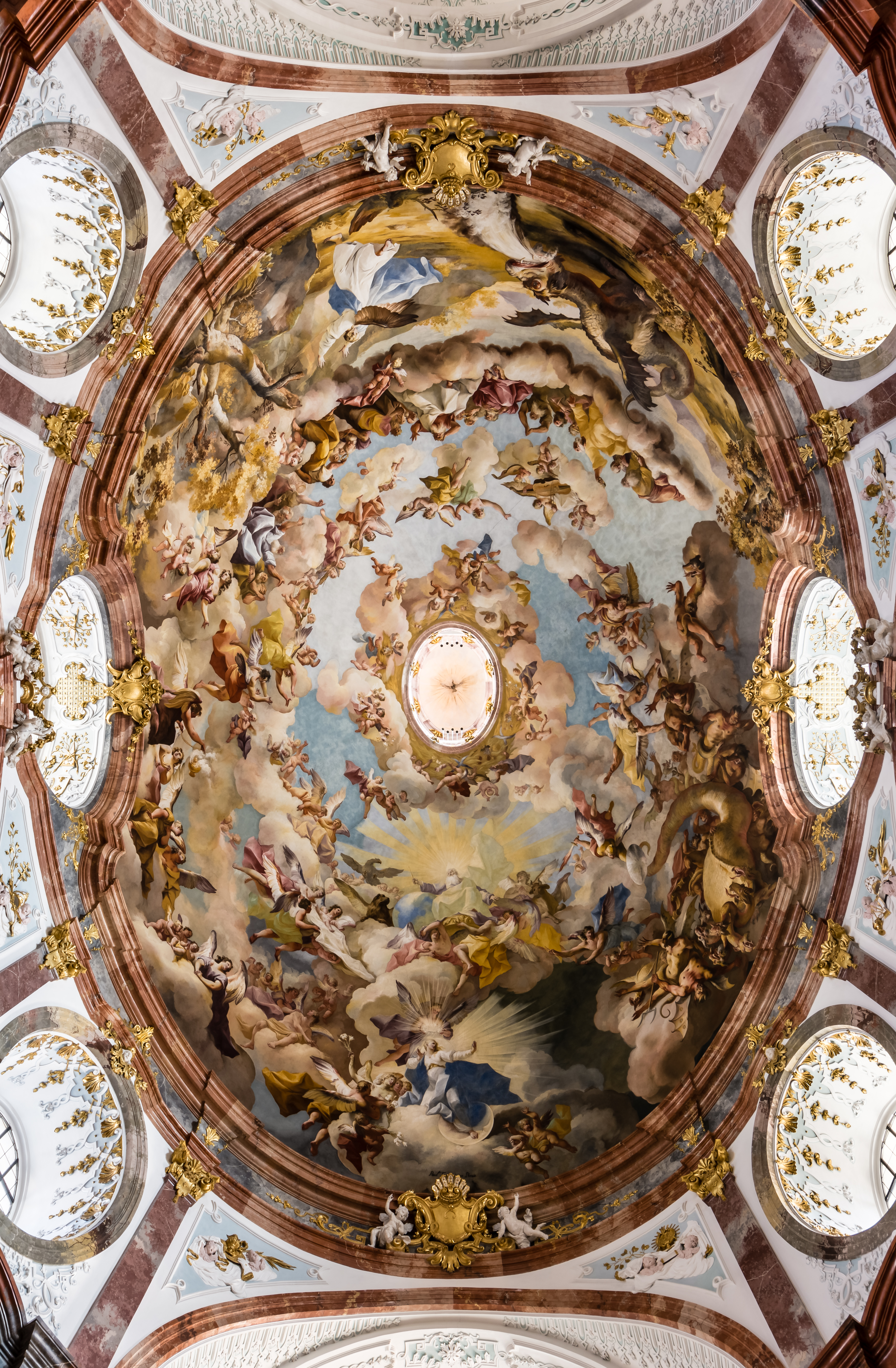
Kuppelfresko von Paul Troger

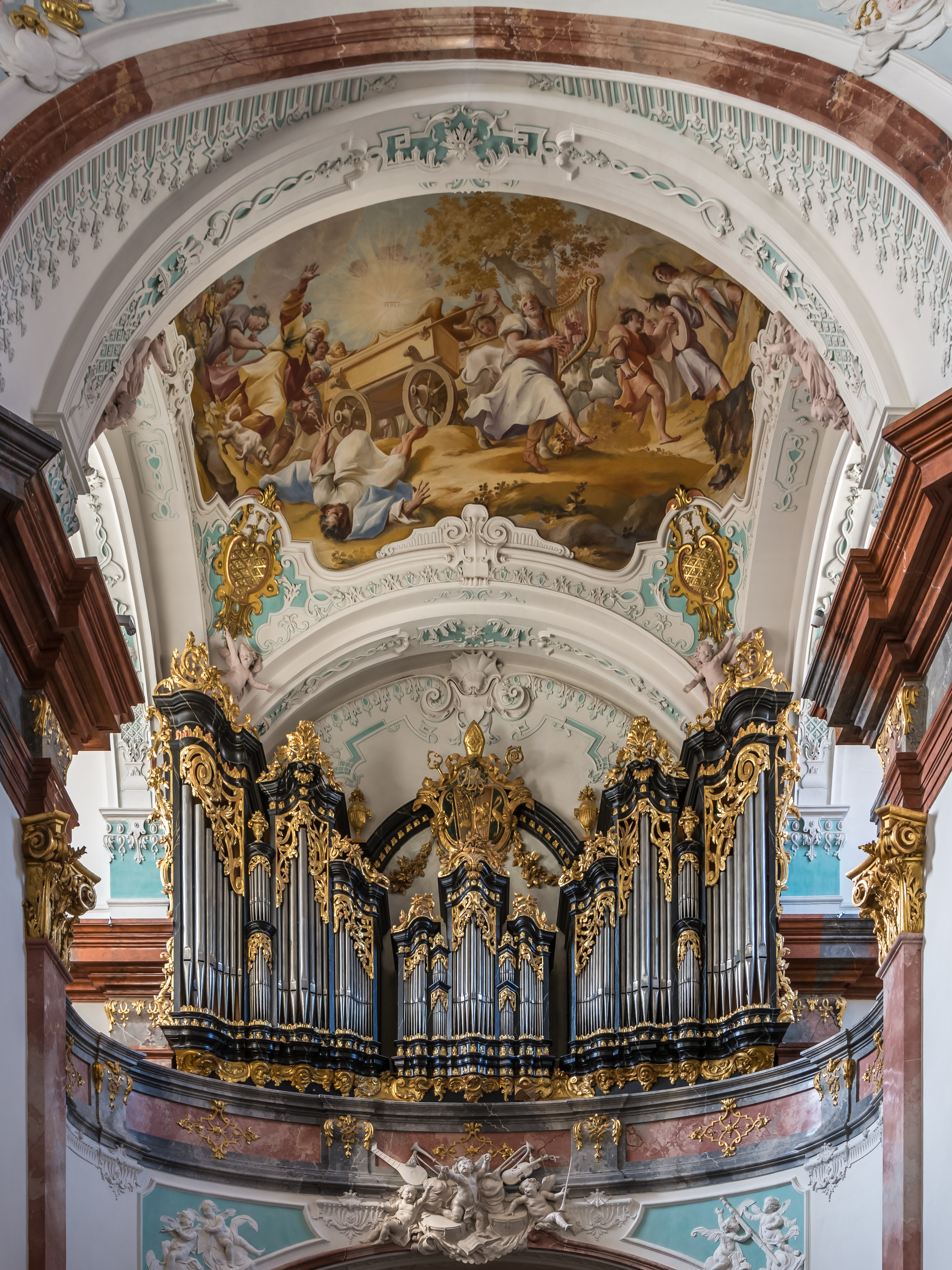
Pfliegler-Orgel

Das Kloster wurde 1144 nach dem Ableben des Grafen Gebhard von Poigen durch dessen Witwe Hildburg von Poigen-Rebgau neben der dem hl. Stephan geweihten Gruftkirche ihres Ehemannes als kleines Kloster gegründet. Sie dotierte es mit Landbesitz und dem Zweidrittelzehent ihrer Pfarrei Horn (Niederösterreich) und übereignete den Besitz dem Bistum Passau. Vier Jahre nach dem Tode Gebhardts 1144 bezogen zwölf steirische Benediktinermönche aus der Abtei St. Lambrecht die Zellen. Sie nannten das Stift nach ihrem Heimatkloster „St. Lambrecht zu Altenburg“ und beteten widmungsgemäß für die Herren des „Poigreiches“, der damaligen Grundherrschaft Horn. Die Vogtei über das kleine Klosterreich hatte Hildburgs Sohn Hermann inne. Die Vogtei umfasste die Schutzherrschaft und eingeschränkte Gerichtsbarkeit über den Klosterbesitz durch die Stifterfamilie und deren Nachkommen und verpflichtet die Mönche zu Gebeten an bestimmten Tagen der Woche, des Monats oder jährlich. Die Stifterfamilien hatte das Recht innerhalb der Klostermauern beerdigt zu werden. Diese „Seelgerätschaften“ leisteten in Altenburg zunächst die Grafen und Edlen von Poigen-Hohenberg und Rebgau, dann die von Hertenberg und Streitwiesen, die von Kotzendorf und Sonnberg, von Stockern u. a. m. So kam es, dass die Benediktinerabtei Altenburg allmählich durch Dotationen in den Besitz von Ländereien, Höfen und Burgen gelangte, die nächst Wien und St. Pölten lagen. Zwölf Jahre nach der Klostergründung erlosch die Gründerfamilie derer von Poigen im Mannesstamm. Die Vogtei fiel – als Passauer Lehen – an die Babenberger, Markgrafen und Herzöge von Österreich, und das Kloster Altenburg teilte das politische und religiöse Schicksal Niederösterreichs.
Bei der Abtwahl am 26. Oktober 1681 erhielt Raymundus Regondi, aus Kaisersteinbruch am Leithaberg gebürtig, die meisten Stimmen, am selben Tag erfolgte mit Sondergenehmigung der Hofkanzlei in Wien seine Installierung. Während seiner Jahre verwüsteten im Großen Türkenkrieg angreifende Truppenverbände der Türken und ihrer Hilfsvölker und während des Aufstands von Franz II. Rákóczi rebellierende Ungarn die Abtei in Altenburg.
Unter den Äbten Maurus Boxler und Placidus Much entstand die heutige, eindrucksvolle barocke Ausgestaltung der Klosteranlage.
Hier wirkten aus Eggenburg die Steinmetzmeister und Bildhauer Franz Leopold Farmacher, Johann Caspar Högl, Paul Strickner u. a., dies kann durch die Künstler- und Baurechnungen belegt werden.
Unter Kaiser Joseph II. war bis 1794 die Aufnahme von Novizen verboten, das Kloster blieb jedoch bestehen und wurde nicht aufgehoben und diente 1797 als österreichisches Militärhospital. Noch im 19. Jahrhundert besaß die Benediktinerabtei Altenburg außer dem Stiftsgut die Güter und Schlösser Wildberg, Limberg, Drösiedl, Mahrersdorf und Höfe in Mühlfeld, Wiesent, Grub, Wappoltenreith. 1754 bis 1848 unterstand den Benediktinern die Feste Eggenburg mit dem Landgericht.
Das Kloster wurde nach der Besetzung Österreichs durch die Nationalsozialisten 1940 aufgehoben, 1941 enteignet, der Abt verhaftet und der Konvent ausgewiesen. Nach Ende des Zweiten Weltkriegs 1945 diente der Gebäudekomplex als Truppenunterkunft der russisch-sowjetischen Besatzungsarmee.
Unter Abt Maurus Knappek (1947–1968) wurde das stark abgewohnte Stiftsgebäude renoviert und restauriert. Auf ihn geht auch die Gründung des Chors der Altenburger Sängerknaben im Jahr 1961 zurück. Bernhard Naber, Abt von 1978 bis 2005, leitete weitere Restaurierungsarbeiten im Stift. 2002 begann eine Grundsanierung des Kirchturmes der Klosterkirche. Er organisierte Sonderausstellung und Wallfahren in Niederösterreich (1985), zum Beispiel Das alte Kloster (1995), Paul Troger (1998) und Archäologie im Klösterreich (2000).
Im Jahr 2001 wurden zusätzliche Restaurierungsarbeiten begonnen und 2013 abgeschlossen. In den Erhalt des Stiftes Altenburg wurden 12,7 Millionen Euro investiert. Das Land Niederösterreich hat sich dabei mit rund 35 Prozent beteiligt. Es wurden Dächer, Außenfiguren und Fassaden erneuert. Im Mittelpunkt des Klosters wurden Kunstmarmor, Stuckaturen und Vergoldungen wieder instand gesetzt. Der aus Laaser Marmor bestehende Altar wurde von dem Salzburger Künstler Wilhelm Scherübl entworfen.
Am 17. Jänner 2014 wurde Thomas Renner OSB zum 52. Abt des Stiftes Altenburg gewählt und hat dieses Amt am 12. März 2014 von seinem Vorgänger und derzeitigen Abtpräses Christian Haidinger übernommen.
2018 wurde das Stift Altenburg mit dem Staatspreis für beispielhafte Waldwirtschaft und dem Preis in der Sonderkategorie „klimafitter Wald“ ausgezeichnet.
2021 zählt die Gemeinschaft der Benediktiner von Altenburg 9 Mönche.

## Beschreibung der Stiftanlage
Im Süden des Ortsgebietes von Altenburg erhebt sich in beherrschender Lage auf einem nach Osten und Süden steil abfallenden Felsplateau über dem Kamptal die weitläufige barocke Anlage, die in ihrem Ursprung auf das Mittelalter zurückgeht.
In der Mitte der monumentalen 208 Meter langen aus drei Trakten bestehenden östlichen Hauptfront befindet sich die geostete Stiftskirche, deren Chorschluss risalitartig vorspringt. Diesem Mittelteil ist eine Altane vorgelagert, unter der sich die Reste der am Anfang des 21. Jahrhunderts freigelegten mittelalterlichen Klosteranlage befinden. Dem Mittelteil der Hauptfront schließt nach Norden hin der Marmortrakt mit einer Sala terrena und nach Süden der Bibliothekstrakt mit der Krypta an.
Westlich liegen hinter dieser Hauptfront einige Höfe, die von weiteren Gebäudetrakten umschlossen werden. Hinter dem Marmortrakt befindet sich der große Stiftshof und westlich davon der Johannishof. Der Mittelteil der Hauptfront begrenzt nördlich der Stiftskirche den Kirchhof gefolgt vom Prälatenhof im Westen und südlich der Stiftskirche den Brunnenhof mit dem inneren mittelalterlichen Klosterbereich und dem Kreuzgang gefolgt vom Konventhof und vom Küchenhof im Westen.
Zur Gesamtanlage zählt auch der „Garten der Religionen“, welcher nordwestlich des Johannishofes liegt.

## Stiftskirche
Die Pfarr- und Stiftskirche Mariä Aufnahme in den Himmel gehört zum Dekanat Horn in der Diözese St. Pölten.
In der Kirche mit dem charakteristischen Turm (1820 nach einem Brand in der heutigen Form – auf romanischen Fundamenten ruhend – erbaut) wird das Tun der Mönche mit ihrem Gebet zur Einheit: „ora et labora“! Sie ist der zentrale Raum der barocken Klosteranlage. Sie verbindet den Mönchstrakt im Süden mit dem Gäste- und Verwaltungstrakt im Norden. Die Räumlichkeiten südlich der Kirche sind zum Wald hin ausgerichtet, zur Stille: sie symbolisieren die „contemplatio“ des Mönchslebens.
Jene nördlich der Kirche sind zur Ortschaft Altenburg hin gewendet, hier sind Gäste und sogar der Kaiser eingeladen. In diesen Teilen des Stiftes leben heute die Sängerknaben, hier befinden sich die Räume für die Pfarre und für die Verwaltung des Klosters, sie symbolisieren die „actio“ des Klosterlebens.
Die von den Schweden im Dreißigjährigen Krieg zerstörte gotische Klosterkirche wurde von den Äbten Benedikt Leiß und Maurus Boxler wiederaufgebaut, aber erst unter Abt Placidus Much erfolgte zwischen 1730 und 1733 der großartige Umbau zur Barockkirche. Baumeister Joseph Munggenast und sein Bauleiter Leopold Wißgrill verschonten nach Möglichkeit die gotische Bausubstanz, durch die Überwölbung des Kirchenschiffes mit einer längsovalen Kuppel entstand der heutige Zentralbau.
Paul Troger wurde als Freskant für die vier Kuppeln engagiert, den plastischen Stuck der Stiftskirche schuf Franz Josef Holzinger, die Marmorierungsarbeit Johann Georg Hoppl.
Das Hochaltarbild gehört zu dem apokalyptischen Programm der Kirche. Troger malt die Aufnahme Mariens in den Himmel.
In der Bibliothek des Stiftes findet jährlich das Teatro Barocco statt, ein Festival, bei dem unbekannte oder selten gespielte Werke des Musiktheaters durch den Regisseur Bernd R. Bienert in historisch getreuer Gestalt wieder auf die Bühne gebracht werden.

## Orgeln
Die Chororgel schuf Henk Klop (Barneveld) 2014, sie weist 7 Register auf.
Die Große Orgel wurde vom Wiener Hoforgelbauer Anton Pfliegler gebaut, die Orgelweihe fand am Montag, den 22. November 1773, statt. Aus kunsthistorischen Gründen blieben die Orgelpfeifen 1917 von der Abnahme verschont. Nach Beschädigungen im Krieg baute Rieger das Instrument im Jahr 1951 um und restaurierte es 1977. Im Jahr 2003 unterzog OBM Dipl.-Ing. Wolfgang Bodem die Orgel einer Revision.

### Disposition
| I Hauptwerk C–d3 |               |       |
| 1.               | Praestant     | 16′   |
| 2.               | Coupl         | 8′    |
| 3.               | Quintadena    | 8′    |
| 4.               | Spitz Flauten | 8′    |
| 5.               | Principal     | 8′    |
| 6.               | Spitz Flauten | 4′    |
| 7.               | Octav major   | 4′    |
| 8.               | Quint major   | 2 ⁄3′ |
| 9.               | Super Octav   | 2′    |
| 10.              | Quint minor   | 1 ⁄3′ |
| 11.              | Mixtur V      | 2′    |
| 12.              | Cimbal III    | 1′    |

| II Positiv C–d3 |                |                |
| 13.             | Coupl          | 8′             |
| 14.             | Salicinal      | 8′             |
| 15.             | Flötten        | 4′             |
| 16.             | Dulciana       | 4′             |
| 17.             | Principal      | 4′             |
| 18.             | Octav          | 2′             |
| 19.             | Sesquialter II | 2 ⁄3′ + 1 3⁄5′ |
| 20.             | Mixtur III     | 1′             |

| Pedal C–f1 |               |     |
| 21.        | Sub Paß       | 16′ |
| 22.        | Principal Paß | 16′ |
| 23.        | Octav Paß     | 8′  |
| 24.        | Super Oktav   | 4′  |
| 25.        | Cornet Paß IV | 4′  |
| 26.        | Bombard Paß   | 16′ |

- Koppeln: II/I, II/P, I/P

Anmerkungen
1. ↑  Fehlende Pfeifen 1977 von Rieger ergänzt